# Les Deux Journalistes
Les Deux Journalistes (en russe : Dva gazetchika) est une nouvelle d'Anton Tchekhov, parue en 1885.

## Historique
Les Deux Journalistes, sous-titré Récit invraisemblable, est initialement publié dans la revue russe Les Éclats, no 40, du 5 octobre 1885. Aussi traduit en français sous le titre Deux folliculaires.

## Résumé
Rybkine, collaborateur du journal On vous crache dessus, regarde le crochet au plafond de sa chambre avec une corde à la main : il va se pendre. Arrive son ami Chlepkine qui travaille, lui, au journal Judas le traître : c’est un homme plein de vie et de sens pratique. Il vient chercher Rybkine pour aller voir la tentative de meurtre qui a eu lieu dans la rue Vyborg : « Cela fera une trentaine de ligne : une espèce de fripouille à tenter d’égorger un homme. Il aurait pu l’égorger tout à fait, cela aurait fait cent lignes », regrette-t-il.
Rybkine lui explique pourquoi il veut en finir : il a déjà écrit sur tout, il ne reste aucun sujet à traiter, même son suicide, il ne pourrait pas en faire plus de cinq lignes. Chlepkine, au contraire, voit des sujets de partout : par exemple, en partant d’une simple coquille d’œuf, il peut écrire sur la gastronomie, l’économie, la fragilité des choses de la vie, et encore de quoi faire cent articles.
Rybkine n’entend rien. Il monte sur la table et se pend avec satisfaction. À ses pieds, Chlepkine écrit un article nécrologique sur son ami, une chronique sur les fréquences des suicides et d’autres sur le même thème. Il court tout joyeux à la rédaction où l'attendent la gloire et la rémunération.

## Édition française
- Les Deux Journalistes, dans Œuvres de A. Tchekhov 1885, traduit par Madeleine Durand et Édouard Parayre, Les Éditeurs Français Réunis, 1955, numéro d’éditeur 431.